# Нокс (Індіана)
Нокс (англ. Knox) — місто (англ. city) в США, в окрузі Старк штату Індіана. Населення — 3662 особи (2020).

## Географія
Нокс розташований за координатами 41°17′28″ пн. ш. 86°37′16″ зх. д. / 41.29111° пн. ш. 86.62111° зх. д. (41.290987, -86.621047).  За даними Бюро перепису населення США в 2010 році місто мало площу 10,15 км², уся площа — суходіл.

## Демографія
Згідно з переписом 2010 року, у місті мешкали 3704 особи в 1457 домогосподарствах у складі 975 родин. Густота населення становила 365 осіб/км².  Було 1633 помешкання (161/км²).
Расовий склад населення:
| - 96,3 % — білих - 0,4 % — чорних або афроамериканців - 0,3 % — азіатів - 0,2 % — корінних американців - 1,1 % — осіб інших рас |

До двох чи більше рас належало 1,7 %. Частка іспаномовних становила 2,9 % від усіх жителів.
За віковим діапазоном населення розподілялося таким чином: 26,0 % — особи молодші 18 років, 60,5 % — особи у віці 18—64 років, 13,5 % — особи у віці 65 років та старші. Медіана віку мешканця становила 36,2 року. На 100 осіб жіночої статі у місті припадало 86,2 чоловіків;  на 100 жінок у віці від 18 років та старших — 84,6 чоловіків також старших 18 років.
Середній дохід на одне домашнє господарство  становив 49 803 долари США (медіана — 33 125), а середній дохід на одну сім'ю — 47 256 доларів (медіана — 43 070). Медіана доходів становила 30 768 доларів для чоловіків та 26 887 доларів для жінок. За межею бідності перебувало 20,9 % осіб, у тому числі 28,4 % дітей у віці до 18 років та 6,6 % осіб у віці 65 років та старших.
Цивільне працевлаштоване населення становило 1536 осіб. Основні галузі зайнятості: виробництво — 26,4 %, освіта, охорона здоров'я та соціальна допомога — 24,4 %, роздрібна торгівля — 11,4 %, мистецтво, розваги та відпочинок — 8,9 %.